# Hawaii (canción de The Beach Boys)
«Hawaii» es una canción escrita por Brian Wilson y Mike Love para la banda de rock estadounidense The Beach Boys. Fue grabada en julio de 1963 y lanzado en su álbum Surfer Girl de 1963. Es una de las primeras canciones de The Beach Boys en donde Hal Blaine toca la batería en lugar de Dennis Wilson. En enero de 1964, se lanzó como sencillo en Australia, convirtiéndose en un éxito entre los primeros 10 puestos. Esta canción también fue cantada por Al y Matt Jardine en el álbum en vivo de Al Jardine lanzado en 2001. En 1978, parte de esta canción fue referenciada en la canción "Kona Coast" de The Beach Boys, que se editó en el M.I.U. Album.
La canción fue interpretada en vivo con frecuencia en las actuaciones del grupo, una versión en vivo se editó en Beach Boys Concert de 1964. También existe una versión de "Hawaii" filmada en blanco y negro con la formación fundacional que se editó como The Lost Concert en 1999.

## Créditos
The Beach Boys
- David Marks  – armonías y coros; guitarra rítmica
- Mike Love – voz principal, armonías y coros
- Brian Wilson – voz principal, armonías y coros; bajo eléctrico
- Carl Wilson – armonías y coros; guitarra principal
- Dennis Wilson – armonías y coros

Músicos de sesión y personal de producción
- Hal Blaine – batería
- Chuck Britz – ingeniero de sonido